# Реконкіста
Реконкі́ста (від ісп. Reconquista, «відвоювання») —  історіографічний термін для позначення військових кампаній християнських королівств проти мусульман 722—1492 років на Піренейському півострові. Після падіння Західної Римської імперії більша частина півострова знаходилася під владою Вестготського королівства, яке протягом 711—718 років було завойоване арабами. Початком Реконкісти є битва при Ковадонзі, а закінченням - падіння Гранади. Вперше термін «Реконкіста» з'явився у французьких дослідженнях Нового часу і звідти був запозичений іспанською історіографією.

## Етно-соціальні групи населення в ході Реконкісти
- Маври — нащадки мусульманських завойовників арабів та берберів. Араби становили достатньо малочисельну (1-3 %) і високо привілейовану еліту халіфату. Бербери виконували роль найманців в армії та дрібних чиновників мусульманського державного апарату, розмовляли берберською мовою та використовували арабську в офіційному оточенні (5 %-10 %).
- Мувалади — християни романського походження, які прийняли іслам та практично повністю злилися з мусульманами (5 %).
- Ренегати — колишні християни, які досить недавно прийняли іслам і воювали на боці мусульман.
- Мосараби — групи романомовних християн європейського походження, які проживали на контрольованих мусульманами землях.
- Мудехари — мусульманські селяни і ремісники, які залишилися у відвойованих християнами землях.
- Мориски — мусульманські селяни і ремісники, які добровільно або насильницьки перейшли в християнство у контрольованих християнами землях.
- Сефарди — групи романомовних євреїв Піренейського півострова.
- Марани — групи романомовних євреїв Піренейського півострова, які перейшли в християнство.
- Християни — групи романомовних християн-католиків європейського походження, які домінували на півночі країни.
- Старі християни — привілейовані групи романомовних спадкових християн-католиків, починаючи з останнього етапу Реконкісти.

## Хронологія

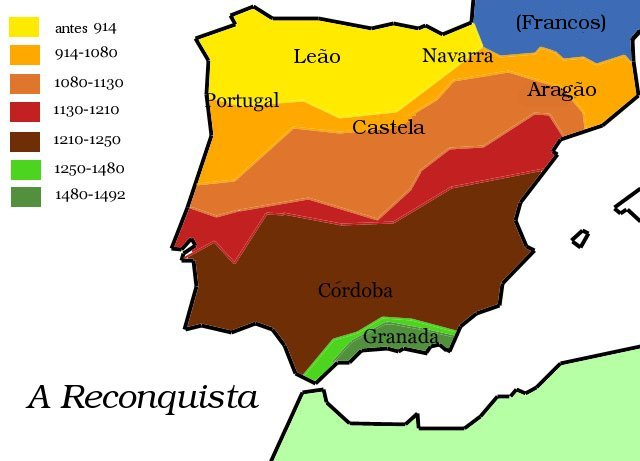
Етапи Реконкісти

### Мусульманські завоювання (710—724)
- 710: Агіла, син Вітиці, зміщений із трону Родеріхом, попрохав допомоги в арабського губернатора Іфрікії Муси ібн Нусіяра. 400 берберів висадилися на європейському березі Гібралтарської протоки. Була проведена підготовча експедиція для вибору місця майбутнього вторгнення. Загоном арабів командував Тариф ібн Маллука.
- 711, Квітень: Тарік бен Зіяд, вільновідпущеник губернатора Іфрікії Муси ібн Нусіяра, виступив із Танжера на чолі армії в 7000 чоловік (майже всі бербери і близько 300 арабів), до яких незабаром приєднався інший загін чисельністю 5000. Для висадки на півострів араби використали кораблі графа дона Хуліана (губернатора Сеути). Тарік висадився в Гібралтарі, де розбив табір і заснував невелику фортецю (сучасний Альхесірас), яку планував зробити опорним пунктом. Війська синів Вітиці і деякі готські дворяни приєдналися до армії Таріка й вирушили на Толедо.
- 711, Травень: Памплона. Король Родеріх одержав звістку про висадку військ Таріка; війська, що придушували повстання басків, негайно було відкликано, і вестготська армія почала швидко просуватися на південь назустріч мусульманам.
- 711, Липень:Битва при Гвадалете. Війська Родеріха зустрілися з армією Таріка. Фланги армії вестготів були довірені Оппе і Сісіберту, братам Вітиці, як залишили короля під час бою. Через тиждень безперервних сутичок, вестготська армія рятувалася безладною втечею. Король Родеріх зник (можливо, втонув).
- 713: Оріуела. «Угода Теодоміро». Готський дворянин Теодоміро, правитель області на південному-сході Іспанії (навколо сучасного Аліканте), домовився з Абд аль-Азізом. У договорі, що вони підписали, Теодоміро прийняв владу і захист нових правителів з відповідним податковим зобов'язанням, а також з умовою, що і йому, і його людям гарантується вільне сповідання християнства. Договір поширювався на сім міст і завершувався уточненням цифр оподаткування. Також уточнювалось, що Теодоміро «не дасть притулку ні втікачам, ні ворогам». Угоди подібні до цієї підписувались по всій країні.
- 714–717: Завоювання Португалії і південного сходу Іспанії. Муса ібн Нусіяр без бою ввійшов у Сарагосу. За невідомих обставинах Агіла II відрікся від вестготської корони. Новим правителем вільних вестготів став граф Ардо. Мусульманам здалися останні міста перед Піренейськими горами.
- 718: Астурія. Збори астурійських вождів і вестготської знаті вибирали своїм лідером готського феодала Пелайо. Так було покладено початок об'єднанню антимусульманських сил. Зниження оподатковування і припинення міжусобиці перетворило мусульман у визволителів. Населення з радістю приймало арабів. Церква ставилася до завойовників байдуже, оскільки араби спочатку зберігали церковні привілеї.
- 720 — 724: Мусульмани захопили місто Нарбонн. Ардо вбито. Кайруанські араби підкорили острів Сардинія. Араби захопили також Ібіцу. Таким чином, завойовники контролювали весь Іберійський півострів за винятком вузької смуги гірського узбережжя на півночі.

### Боротьба проти мусульман (722—1085)
- 722: Битва при Ковадонзі. Астурійці під проводом Пелайо розбили мусульман. Перша битва Реконкісти.
- 732: Битва при Пуатьє
- 750: Дамаск. Аббасиди вирізали Омеядів. Онук халіфа Хішама, Абдеррахман, втік в Іфрікію. Юсуф Фіхрі в Андалусії підтримав Аббасидів. Шейхи аравійського племені корейшитів запропонували Абдеррахману Бен Моавія стати на чолі Андалусії, обіцяючи підтримку єменців. Тріумфальний вхід Абдеррахмана I в Севілью. Абдеррахман I після нетривалої боротьби з еміром Юсуфом Фіхрі, зайняв Кордову і 15 травня 756 року проголосив себе незалежним еміром. Заснував династію, що правила Андалусією до 1031 року.
- 778: Невдалий наступ Карла Великого на Сарагосу. 15 серпня на перевалі Ронсеваль ар'єргард армії Карла Великого, що вертався у Францію, зазнав поразки від басків, які направили лавину каменів проти загону; загинуло багато франків, серед загиблих — легендарний граф Роланд.
- 813: Галісія. Самітник на ім'я Пелайо відкрив біля Ірії Флавії багате поховання римської епохи. Єпископ Теодоміро встановив, що це — останки апостола Святого Якова (Сантьяго). Поклоніння мощам Святого Якова — важливий епізод Реконкісти, що додасть наснаги християнам у війні проти мусульман.
- 16 січня 929: Абд ар-Рахман III оголосив себе Принцом Віруючих і Захисником Віри й розірвав формальну залежність від Багдада. Почався новий етап в історії Андалусії: Кордовський халіфат. Однією з причин, які спонукали Абдеррахмана III до такого рішення, було бажання Фатимідів півночі Африки приєднати Андалусію до своєї держави.
- 939: «Кампанія всемогутності»: 100 000 мусульманських солдатів вирушило в похід на Леон. 6 серпня відбувся бій біля Симанкаса — Альхангеди. Християни Раміро II зненацька атакували мусульман і змусили їх відступати долиною, де лицарська кіннота влаштувала справжнє побоїще військам халіфа.
- 11 серпня 997: Аль-Мансур завоював Сантьяго-де-Компостела, зруйнувавши все на своєму шляху, починаючи з Візеу. Кавалерія зробила рейд по суші, а піхоту перекинули морем із Сетубала в Опорто. Трофеї кампанії були величезними. Це було найбільше приниження з усіх, що зазнавали християни, які були обурені, довідавшись про зруйнування святого місця.
- 9 серпня 1002: Аль-Мансура було смертельно поранено у бою з християнами у Калатаньясорі. Це сталося під час 52-ї експедиції «шаленого Альманзора». За цей час він розгромив усі християнські держави Іспанії, крім Наварри, де правила його теща.
- 25 травня 1085: Альфонсо VI після довгої облоги захопив Толедо. Під контроль християн перейшло не тільки одне з найважливіших міст Іспанії, але й усе плоскогір'я. Правитель Севільї аль-Мутамід, правителі Бадахоса і Гранади через втрату Толедо та швидке просування християн попрохали допомоги в Альморавідів.

### Боротьба з Альморавідами (1086—1145)
- 1086: Стурбовані успіхами християн, мусульманські правителі Гранади, Севільї і Бадахоса звернулися з проханням про військову допомогу до Альморавидів — об'єднання войовничих племен сахарських берберів, що до XI столітті створили велику імперію, яка простягалася від Сенегалу до Алжиру. Вождем Альморавідів наприкінці XI століття став видатний полководець Юсуф Ібн-Тешуфин (ібн Ташфин).
- 1086: битва при Саграхасі. Юсуф розбив військо Альфонсо VI.
- 1090 — 1091: Юсуф скинув андалузьких емірів і проголосив себе верховним правителем.
- 1094: Військо легендарного Сіда зайняло Валенсію, де Сід залишався незалежним правителем до своєї смерті.
- 1111: Реконкіста «відкочується» назад. Майже вся мусульманська Іспанія підпорядкована Альморавидам.
- 1118: Альфонсо I Арагонський взяв Сарагосу.
- 1135: Перед лицем загальної небезпеки Альфонсо VII Леонський проголосив себе «імператором усієї Іспанії» (насправді, його влада охоплювала далеко не весь півострів).
- близько 1140: Поява іспанського національного епосу «Пісня про Сіда».

### Боротьба з Альмохадами (1146—1269)
- 1147: португальський король Афонсу I заволодів Лісабоном.
- 1151: Третя й остання хвиля мусульманського вторгнення в Іспанію, здійснена Альмохадами («об'єднаними») — прихильниками особливої течії ісламу, відомої як «унітаризм». Прояв крайнього ісламського фанатизму. Переслідування християн.

Іспанія і Португалія в XII—XIII ст.

- 1162: Альфонсо II Арагонський став одночасно графом Барселонським. Таким чином, північно-східна частина Іспанії була об'єднана у могутню державу.
- 1195: Остання важка поразка християн у ході Реконкісти — битва при Аларкосі. Альмохадські війська напали на християнський табір під час сну.
- 16 липня 1212: Кульмінаційний момент Реконкісти — Битва при Навас-де-Толосі. Об'єднані кастильсько-леонські, наваррські, арагонські, португальські війська розгромили мусульманську армію. У бою брали участь багато лицарів, що прибули з усіх кінців християнського світу.
- 1229-1235: Хайме I Арагонський, Завойовник, відвоював Балеарські острови.
- 1238: Хайме II Арагонський вступив у Валенсію.
- 1230—1252: Правління Фернандо III Святого, короля Кастилії і Леону. Християнські війська з тріумфом захопили головні міста південної Іберії — Кордову, Мурсію, Хаєн і Севілью. Під владою мусульман залишився лише Гранадський емірат.

### Відвоювання півострова (1270—1492)
- 1252 — 1284: Правління в Кастилії Альфонсо X Мудрого. Розквіт наук і мистецтв, завдяки багатовіковому взаємопроникненню релігій і культур. Видання першого «Зводу законів».
- 1309: Фернандо IV Кастильський  підняв християнський прапор на мисі Гібралтар.
- 1340: Бій на Ріо-Саладо. Перемога військ Альфонсо XI Кастильського над мусульманами.
- 1350: Альфонсо XI Кастильський, що неодноразово намагався взяти Гранаду, помер.
- 2 січня 1492: Падіння Гранади і втеча останнього еміра — Боабділа. Фердинанд та Ізабелла відмовилися від титулу монархів трьох релігій і проголосили себе Католицькими королями. Мусульман і юдеїв вигнано з Іспанії.

## Значення
На відвойованих землях створювалися самостійні держави (інтереси Реконкісти інтенсифікували процеси їхньої централізації й об'єднання). Реконкіста значною мірою визначила своєрідність економічного і політичного розвитку держав Піренейського півострова.
Реконкіста була не тільки низкою військових походів, вона була широким колонізаційним процесом — заселенням і економічним освоєнням спустошених війною земель. Головною рушійною силою Реконкісти були селяни. У початковий період Реконкісти селяни, що осідали на відвойованих землях, у своїй більшості домагалися особистої волі. Активну участь у Реконкісті брали міста. Постійна загроза набігів арабів стимулювала утворення селянських (бегетрій) і міських громад. Успішний хід реконкісти сприяв зміцненню в державах королівської влади, що поступово взяла у свої руки (при активній участі духовенства і дворянства) розподіл відвойованих земель. Зацікавлені в економічному освоєнні цих земель, у воїнах для подальшої боротьби з арабами, королі були змушені надавати новим населеним пунктам, міським і сільським громадам ряд пільг і привілеїв (у тому числі самоврядування). XI—XIII ст. — період розквіту міських і сільських громад; у Леоні й Кастилії селянство цього часу залишалося особисто вільним. З витісненням маврів на південь півострова підсилився тиск феодалів на селян, і в ряді держав півострова (але не в Леоні та Кастилії) вже у XIII ст. селяни втратили особисту свободу. З Реконкістою, що велася під гаслом релігійної боротьби з «невірними», пов'язане зростання ідеологічного впливу й економічної могутності католицької церкви в Іспанії та Португалії; духовно-лицарські ордени (Калатрава, Алькантара та ін.) перетворилися у найбільших земельних власників-латифундистів.
Реконкіста визначила й інші особливості феодалізму на Іберійському півострові: чисельність прошарку дрібного лицарства (у ряди якого був відкритий доступ і селянам, і городянам, якщо вони могли спорядити коня); порівняно раннє посилення королівської влади, що диктувалося необхідністю об'єднання сил у боротьбі з зовнішнім ворогом. З реконкістою пов'язаний процес формування народностей — іспанської, каталонської, баскської, галісійської та португальської, становлення їхньої національної культури, національного характеру. Реконкіста знайшла яскраве відображення в іспанській літературі (у героїчному епосі про Сіда, романсеро й інших пам'ятках). Особлива роль Кастилії в Реконкісті позначилася на формуванні національної іспанської мови, в основу якої ліг діалект, що поширювався на відвойованих територіях.